# Plesina africana
Plesina africana là một loài ruồi trong họ Tachinidae.